# Ctenichneumon holomelas
Ctenichneumon holomelas är en stekelart som beskrevs av Heinrich 1961. Ctenichneumon holomelas ingår i släktet Ctenichneumon och familjen brokparasitsteklar. Inga underarter finns listade i Catalogue of Life.